# Ana Burgos
Pour les articles homonymes, voir Burgos (homonymie).
Ana Burgos Acuña  née le 26 décembre 1967 à Madrid est une triathlète professionnelle espagnole. Championne d'Europe de triathlon en 2003 et quatre fois championne d'Espagne (2000, 2002, 2005 et 2006). En 1993, elle est vice-championne d'Espagne de VTT cross-country.

## Biographie
Ana Burgos participe au second triathlon olympique lors des Jeux olympiques à Athènes en 2004, elle prend la 7e place avec un temps de 2 h 6 min 2 s 036. À Pékin lors des Jeux olympiques d'été de 2008 elle se classe en 20e position.

## Palmarès
Le tableau présente les résultats les plus significatifs (podium) obtenus sur le circuit national et international de triathlon et de duathlon depuis 2000,.
| Année | Compétition                          | Pays      | Position           | Temps           |
| ----- | ------------------------------------ | --------- | ------------------ | --------------- |
| 2006  | Championnat d'Espagne                | Espagne   | Médaille d'or      | Timing          |
| 2005  | Championnat d'Espagne                | Espagne   | Médaille d'or      | Timing          |
| 2005  | Championnat d'Europe                 | Suisse    | Médaille d'argent  | 2 h 8 min 27 s  |
| 2005  | Coupe du monde - l'étape de Hambourg | Allemagne | Médaille d'argent  | 1 h 57 min 53 s |
| 2005  | Coupe du monde - l'étape de Madrid   | Espagne   | Médaille de bronze | 2 h 9 min 2 s   |
| 2003  | Championnat d'Europe                 | Tchéquie  | Médaille d'or      | 2 h 10 min 11 s |
| 2003  | Championnat du monde longue distance | Espagne   | Médaille d'argent  | 6 h 20 min 15 s |
| 2002  | Championnat d'Espagne                | Espagne   | Médaille d'or      | Timing          |
| 2002  | Coupe d'Europe - l'étape d'Estoril   | Portugal  | Médaille d'or      | 1 h 52 min 44 s |
| 2002  | Coupe d'Europe - l'étape de Madrid   | Espagne   | Médaille d'or      | 2 h 8 min 22 s  |
| 2000  | Championnat d'Espagne                | Espagne   | Médaille d'or      | Timing          |
| 2000  | Coupe du monde - l'étape de Cancún   | Mexique   | Médaille d'argent  | 1 h 58 min 34 s |

| Année | Compétition                        | Pays        | Position           | Temps           |
| ----- | ---------------------------------- | ----------- | ------------------ | --------------- |
| 2013  | Championnats d'Espagne de duathlon | Espagne     | Médaille d'or      | 2 h 10 min 1 s  |
| 2009  | Championnats du monde de duathlon  | États-Unis  | Médaille de bronze | 2 h 8 min 30 s  |
| 2008  | Championnats du monde de duathlon  | Italie      | Médaille de bronze | 2 h 4 min 27 s  |
| 2006  | Championnats d'Europe de duathlon  | Italie      | Médaille d'argent  | 2 h 5 min 20 s  |
| 2005  | Championnats d'Europe de duathlon  | Hongrie     | Médaille d'argent  | 2 h 6 min 19 s  |
| 2004  | Championnats d'Europe de duathlon  | Royaume-Uni | Médaille d'or      | 2 h 2 min 56 s  |
| 2002  | Championnats du monde d'aquathlon  | Mexique     | Médaille d'argent  | 0 h 33 min 23 s |